# Ruby Rodríguez de Aguilar
Ruby Consuelo Rodríguez Rebaza Vda. de Aguilar (Charat, 7 de enero de 1948) es una política peruana. Fue alcaldesa de Piura desde el 2011 hasta el 2014 y congresista de la república en el breve periodo 2000-2001.

## Biografía
Nació en el distrito de Charat, ubicado en la provincia de Otuzco del departamento de La Libertad, el 7 de enero de 1948. Es hija de Alfonso Rodríguez Castro y de Leocadia Rebaza Pérez.
Realizó sus estudios primarios en el C.E.N 314 Chimbote y los secundarios en el Instituto Experimental Técnico de la ciudad de Lima.
Hizo unos estudios de Secretariado en el Instituto Superior San Marcos entre 1971 y 1973. Tuvo también un diplomado en Gerencia de Desarrollo Social en la UNT-Proyección Comunitaria en 2012 hasta el 2013.
Era casada con el exdiputado José Aguilar Santisteban y su hijo es el exregidor, Víctor Aguilar Rodríguez.

## Carrera política
Su carrera política se inicia en las elecciones municipales de 1998, donde fue candidata a la alcaldía del distrito de Castilla por el Movimiento Obras Más Obras, sin embargo, no resultó elegida.

### Congresista de la República
Para las elecciones generales del año 2000, Rodríguez fue incluida como candidata al Congreso de la República por la lista del Partido Aprista Peruano. Fue elegida como congresista con 17,439 votos, para el periodo parlamentario 2000-2005.
A días de su juramentación, Rodríguez sorpresivamente renunció a la bancada aprista para luego pasarse como tránsfuga a las filas de Perú 2000 de Alberto Fujimori. Esto se debió a que había recibido dinero del asesor presidencial Vladimiro Montesinos. En el parlamento integró la Comisión de la Mujer.
En noviembre del mismo año, tras haberse revelado los vladivideos y luego la renuncia de Alberto Fujimori a la presidencia de la República mediante un fax desde Japón, su cargo parlamentario fue reducido hasta el 2001 donde se convocaron a nuevas elecciones generales.

### Alcaldesa de Piura
Luego de haber estado alejada de la política, Rodríguez regresa en las elecciones municipales del 2010 como candidata a la alcaldía de Piura por el Movimiento Obras Más Obras donde luego resultó elegida como alcaldesa para el periodo 2011-2014.
Intentó su reelección al cargo en las elecciones municipales del 2014, sin embargo, no resultó reelegida.
Fue acusada por el presunto delito de colusión agravada y uso de documentos falsos en los procesos de selección de cuatro obras y un servicio, para diferentes sectores de la ciudad de Piura y el Ministerio Público pidió 30 años de cárcel en su contra.
Militó en el partido Podemos Perú desde el 2017 hasta el 2020. Actualmente es miembro del Movimiento Unidad Regional donde postuló en las elecciones regionales del 2022 como consejera regional.